# Xavier Hanotte
Pour les articles homonymes, voir Hanotte.
 (février 2014).
- Si vous ne connaissez pas le sujet, laissez ce bandeau (vous pouvez alors contacter les auteurs).
- Si vous supprimez le contenu mis en cause (vous pouvez préalablement contacter les auteurs),

argumentez précisément cette suppression dans la page de discussion
(un manque de référence n'est pas un argument ; une recherche réelle de référence doit avoir été effectuée, être formellement documentée).
Xavier Hanotte, né le 31 octobre 1960 à Mont-sur-Marchienne (province de Hainaut) est un écrivain belge francophone. Germaniste de formation, il s'est spécialisé dans l'informatique après avoir travaillé quelque temps dans l'édition juridique. Il est le traducteur de l'auteur anversois Hubert Lampo et du poète anglais Wilfred Owen. Ses romans sont publiés aux éditions Belfond. Des critiques étrangers le rapprochent de Simenon ou Michaux.

## Panorama des publications
Xavier Hanotte publie son premier roman, Manière noire, en 1995. Il s’agit du premier volume mettant en scène l’inspecteur bruxellois Barthélemy Dussert, alter ego avoué de l’écrivain. Leur principal trait commun est de traduire les vers de Wilfred Owen, météore de la poésie anglaise, décédé au front de la Somme en 1918. Le héros traîne également derrière lui une lourde déception sentimentale. Elle s’appelle Anne, et l’a éconduit sept ans plus tôt. Cet événement justifierait son engagement dans la police. Dans ce premier récit, Dussert enquête sur le retour parmi les vivants d’un malfrat prétendument décédé, André Maghin.
Trois ans plus tard, De secrètes injustices remet en service l’inspecteur Dussert et ses collègues, cette fois pour résoudre le meurtre d’un négationniste, Rudiger Hubermann. Dussert est préoccupé par ses traductions d’Owen, qu’il compte publier, et par une histoire d’amour sans lendemain avec Aline, rencontrée lors de l’affaire précédente. En outre, entre les chapitres du roman s’intercalent des parties en italiques représentant le travail d’écriture de l’inspecteur à propos des victimes de la Première Guerre mondiale. L’intrigue policière s’efface peu à peu pour laisser place aux préoccupations centrales de l’écrivain et de son double.
Dans Derrière la colline, en 2000, (Prix Marcel Thiry) l’autre côté du miroir est atteint. La narration a pour cadre le front de la Somme pendant la Grande Guerre, et met en scène un jeune homme poète à ses heures, Nigel Parsons, de son nom de plume Nicholas Parry, qui s’engage aux côtés de son ami William Salter. Ici aussi, des parties placées entre les chapitres sortent du déroulement du récit. Il s’agit de lettres de William Salter adressées à son fils. Mais le lecteur apprend au fil de l’histoire que Nigel Parsons a pris l’identité de son camarade à l’issue d’une bataille. Dans la partie annexe en fin de roman se trouvent une lettre de l’épouse française de Parsons devenu Salter, et une autre du chef de laboratoire de la police judiciaire de Bruxelles, toutes deux adressées à Barthélemy Dussert. L’inspecteur est donc en quelque sorte protagoniste de la narration mais en négatif, alors que l’on devine qu’il s’est intéressé à l’échange d’identités entre les deux hommes. Le roman devient explicitation de sa thèse.
Changement de registre en 2002 avec Les lieux communs, l’inspecteur Dussert laissant la vedette à Serge, un petit garçon parti en excursion au parc d’attraction Bellewaerde avec sa tante Bérénice, et Pierre Lambert, un soldat canadien montant au front au même endroit en 1915. Là où auparavant, la coupable des déceptions amoureuses des protagonistes était l’éternelle absente, c’est elle qui est ici à l’avant-plan : la tante Béré a quitté son compagnon Pierre, et se comporte de façon plutôt frivole. Le petit garçon et le soldat, en tant que narrateurs, prennent chacun à leur tour un chapitre en charge, leurs dimensions tendant à se confondre.
Deux ans plus tard, Ours toujours étonne avec une sortie en apparence totale des sentiers hanottiens : Owen et la Première Guerre mondiale s’effacent au profit d’une bande d’ours civilisés, contraints de jouer la comédie pour le public qui vient les observer dans leur réserve naturelle. Le narrateur diffère des précédents, qui, comme Dussert et Parsons, étaient ces êtres nostalgiques déçus par l’amour et poètes. Un tel personnage est tout de même à nouveau présent dans le roman sous les traits de l’ours Onésime.
En 2005 sort le recueil L’Architecte du désastre, qui reprend deux romans courts dont le récit donnant son titre à l’ouvrage, et plusieurs nouvelles éditées auparavant dans des revues. Le recueil de nouvelles est divisé en trois parties comptant chacune trois nouvelles. Ces parties caractérisent le temps dans chaque récit. La première partie, « Les temps enfuis », comprend des nouvelles prenant place durant les deux guerres mondiales. La dernière partie, « Les temps présents », met en scène une héroïne actuelle, Donatienne, inspecteur de police, en quelque sorte pendant féminin de Barthélemy Dussert. Quant à la deuxième partie, elle s’intitule « Les temps poreux » et contient des nouvelles dans lesquelles le passé et le présent se rejoignent.
L’Architecte du désastre, premier roman court, narre une mission de l’officier allemand Eberhard Metzger en Belgique occupée lors de la Deuxième Guerre mondiale. Celui-ci est chargé de juger la qualité artistique d’un monument aux victimes des gaz du conflit précédent, décidant ainsi de son sort. L’officier se fait violence pour écrire un rapport positif, bien qu’il trouve le groupe sculpté de piètre valeur. Malgré cela, le mémorial est dynamité par l’armée allemande. Lors de son séjour dans les Flandres, Metzger se remémore un voyage en Angleterre qu’il a fait en solitaire des années plus tôt, avant son mariage qui fut un échec. Il y avait rencontré une jeune Écossaise dont il était tombé amoureux, et qui avait dû depuis périr dans le bombardement par l’Allemagne de sa ville de résidence, Coventry. Ce récit a connu en 2006 une réédition sous le titre Un goût de biscuit au gingembre.
Sur la place expose un groupe de soldats anglais de passage à Mons en 1914. Ils se confrontent à la complexité linguistique du Plat Pays.	
La finale du capitaine Thorpe retrace l’histoire de l’attaque de Montauban en 1916, lors de laquelle les Anglais auraient chargé la tranchée ennemie, motivés par des tirs de ballons de football.
Passé le pont est le second roman court du recueil. Il s’agit d’une intervention sur le terrain de Barthélemy Dussert et sa collègue Trientje Verhaert. Ils se trouvent en planque à une quinzaine de kilomètres de Bruxelles, près d’un canal, où un exploit a été accompli lors de la Première Guerre mondiale. Un homme étrange hante les lieux, influençant le cours de la mission des deux policiers. Deux dimensions temporelles se rejoignent à nouveau, comme cela a été le cas dans Les lieux communs.
Près des fleuves de Babylone se déroule en Irak contemporaine. Des soldats anglais visitent un cimetière de victimes de la Mesopotamian Expeditionary Force, des compatriotes présents dans la région en 1919.
À la recherche de Wilfred est le compte-rendu d’un voyage de Dussert à Bordeaux, où Owen a séjourné avant la guerre.
Le Reste est silence, Sauce chasseur, et Les Justes mettent en scène la nouvelle héroïne Donatienne, elle aussi inspecteur de police à Bruxelles, filant sans arrêt ses bas nylon, comme d’ailleurs la plupart des personnages féminins de Xavier Hanotte. Elle cache son métier à son compagnon qu’elle a l’intention de quitter.
Certaines nouvelles publiées dans différentes revues n’ont jamais été éditées en recueil : Drapeau blanc en 1998, Demain, le temps sera pluvieux en 1999, et en 2003, Un casque sur le trottoir. Cette nouvelle a pour narrateur un soldat écossais. Le vieil homme est en visite dans les Ardennes belges, il vient saluer la tombe d’un camarade tué en 1944. Il se remémore également sa rencontre, alors qu’il était en poste en Palestine, avec un jeune reporter belge, roux, accompagné d’un petit chien blanc...
Comment j’ai rencontré Xavier Hanotte, datée de février 2005, place le lecteur dans une situation surréaliste. Cette nouvelle est signée Barthélemy Dussert, et narre la rencontre au cimetière des Remparts à Ypres entre l’écrivain et son alter ego de plume.
Enfin, en tant que traducteur de Wilfred Owen, Hanotte publie en 2001 Et chaque lent crépuscule, une édition bilingue de certains poèmes et lettres. Sa propre production poétique se retrouve dans Poussières d’histoires et bribes de voyages, un recueil de 2003 dans lequel on peut retrouver les thèmes chers à l’écrivain. Chaque poème est précédé d’un paragraphe introductif en prose, qui en explique le propos.

## Wilfred Owen
Ce jeune poète britannique est une figure emblématique de l’œuvre de Xavier Hanotte, tant elle est liée à la fois à la vie de l’auteur et à celle de son héros narrateur, l’inspecteur Barthélemy Dussert. L’écrivain et l’homme de papier ont en commun d’être traducteurs des poèmes de guerre de Wilfred Owen. C’est à travers lui que sera d’abord amené le thème également central de la première guerre mondiale. L’intérêt de Xavier Hanotte pour le jeune poète anglais se marque par sa présence dans les trois premiers romans de l’auteur, mais aussi par la suite, qu’il s’agisse d’allusions à son histoire ou même d’apparitions en tant que protagoniste de la narration.	

### Objet de traduction
Wilfred Owen est d’abord présent dans les romans comme l’Auteur des vers traduits par le héros narrateur, l’inspecteur de police Barthélemy Dussert. Cela renvoie directement à Xavier Hanotte lui-même, qui a traduit les textes du poète. Il ne se cache d’ailleurs pas d’une identification à son héros. Dans le premier chapitre de Manière Noire, il réfléchit d’ailleurs à la traduction exacte à donner à la fin d’un vers : « And each slow dusk, a drawing-down of blinds », « Et chaque lent crépuscule… ». Cette interrogation revient périodiquement dans tout l’ouvrage et ne trouvera sa réponse qu’à la toute fin : «… un volet qui se ferme », et qui clôt également le roman ! Dans le second ouvrage de la trilogie, De secrètes injustices, Dussert est en pleine négociation en vue d’éditer les poèmes de guerre d’Owen. Il envisage d’y joindre des extraits de sa correspondance, ce que l’on retrouve précisément dans le livre bien réel des traductions de Wilfred Owen par Xavier Hanotte, Et chaque lent crépuscule. Mais dans ce second volume, la traduction perd de son importance pour le héros, face à l’affaire criminelle qui l’occupe et une liaison sentimentale. De même, il estime se servir du texte à des fins personnelles et donc le trahir. Le principal poème traduit cette fois par le héros est celui dont a été tiré le titre, Adieux ou The Send-Off, « De secrètes injustices » étant la traduction donnée par Hanotte de « Wrongs hushed up.
Cette traduction de Dussert est mise en musique par sa collègue mélomane Trientje Verhaert à la fin de De secrètes injustices. L’auteur original est peu connu et Dussert est donc gentiment taquiné par ses collègues sur cet « obscur poète rosbif ». La seule personne y prêtant un semblant d’attention est Sébastien Delcominette, qui est aussi son ami. Celui-ci a tenu à accompagner Dussert à Ors. L’inspecteur a coutume de s’y recueillir sur la tombe du poète chaque année. Son compagnon, lui, profite d’une ambiance à la Maigret pour se mettre en scène, coiffant le chapeau mou et fumant la pipe, sous la bruine et le vent d’automne :
Debout devant la tombe d’Owen, nous avions observé une brève minute de silence puis, après un détour par les berges du canal tout proche, nous étions allés sécher nos frusques dans l’un des deux cafés du patelin, le dos tourné à la salamandre, juste le temps de savourer un petit crème en savourant le plaisir de jouer ensemble, pas nécessairement dans la même pièce.

### Clins d'œil
Notons ensuite ce qui fait souvent sourire le lecteur attentif, à savoir les liens que Xavier Hanotte crée dans ses romans entre faits et personnages. Ils peuvent être vus comme des sortes de « clins d’œil » : tout d’abord, le personnage secondaire de jardinier dans Derrière la colline se nomme « William Salter », « Salter » faisant partie du nom complet de Wilfred Owen. Ensuite, quand la voiture d’un suspect est retrouvée au fond d’un canal dans Manière noire, il s’agit de celui d’Ors, à proximité duquel est décédé le poète. Dans le même livre, lorsque Dussert se retrouve devant un mémorial dédié à sept parachutistes tchèques, il reconnaît à l’un d’eux une ressemblance troublante avec Owen ; il s’agit justement de celui qui porte le même nom que son collègue pragois, Kubis. Autre identification, celle que le policier fait entre Wilfred Owen et un contrôleur de tram, lorsqu’il imagine son parapluie être la badine que l’officier devait autrefois tenir sous le bras. Dussert dit également qu’il a découvert la réalité dans la police comme Owen l’a découverte dans l’armée. Et lorsqu’il se retrouve à la fin du récit sur le toit d’un immeuble pour coffrer Maghin, un orage tonne au loin :
Des roulements de tonnerre vaguaient à l’horizon, si loin, si faibles qu’ils avaient l’air de mauvaises imitations. Des éclairs de chaleur fulguraient sans bruit dans les intervalles. L’assaut viendrait du nord. Les batteries tonnaient déjà.
Du côté de Landrecies, songeai-je.
Cet épisode fait écho au rêve de Dussert, au chapitre douze dans le même récit. Le chapitre s’ouvre en effet dans un autre temps, en 1918, à quelques minutes de l’assaut qui coûtera la vie à Wilfred Owen. L’identité du narrateur est inconnue, jusqu’au réveil brutal de l’inspecteur Dussert qui identifie l’épisode comme un songe. Il y est fait allusion une première fois à Landrecies, commune des bords de Sambre, et à sa position septentrionale par rapport à l’action :
Au loin, vers le nord, du côté de Landrecies, les grosses batteries allemandes grondaient sans relâche, avec la persistance têtue d’un phénomène atmosphérique.
Enfin, Owen est présent dans deux épisodes fantastiques de la vie de l’inspecteur Dussert, pouvant être qualifiés de réalisme magique, qu’il s’agisse du rêve détaillé ci-dessus ou d’un autre dans De secrètes injustices, où Owen en personne vient rendre visite à son traducteur
Derrière la colline est lui aussi honoré de la présence du poète. Nigel Parsons est en effet envoyé en convalescence à l’hôpital Craiglockhart à Édimbourg, où il croise Wilfred Owen, qui se montre curieux à propos de Nicholas Parry. Nigel, sous l’identité de William, dit malgré tout écrire lui aussi de la poésie, et soumet Before going à l’analyse du jeune officier. Nigel retourne au front après Craiglockhart et son bataillon est désigné pour enterrer les victimes du passage du canal Sambre Oise au cimetière d’Ors. Il reconnaît le cadavre de Wilfred Owen.
Dans le recueil L’Architecte du désastre, la dernière nouvelle prenant place dans la partie des « Temps poreux » est narrée par Barthélemy Dussert. « À la recherche de Wilfred » est le récit d’un voyage de l’inspecteur à Bordeaux, ville où Wilfred Owen a enseigné l’anglais :
Des traces. Je suis venu chercher les traces d’un errant, à travers l’espace et le temps. Celles de l’autre Wilfred, qui se voulait poète sans l’être encore. Ce Wilfred qui ne se voulait pas soldat mais le deviendra. Quant à y travailler, il n’y faut plus songer. La traduction des poèmes n’avance pas. Me retient la crainte d’annexer une voix, de la dénaturer. M’obsède le scrupule fou de tout connaître avant de passer à l’action. M’intimide la certitude que quelqu’un, partout, regarde par-dessus mon épaule.
Cette quête du tourmenté inspecteur bruxellois laisse à nouveau penser à une substitution entre le héros et son auteur. Le policier s’assume ici uniquement écrivain et traducteur, son métier n’apparaissant à aucun moment. La nouvelle s’achève sur une note positive : une main inconnue ferme un volet, le soir tombe. Voilà le vers fétiche de l’inspecteur illustré par hasard dans cette ville où il veut retrouver partout la présence d’Owen, qui lui échappe.

### Intertextualité
Au-delà de l’évocation du jeune poète britannique dans ses aventures passées et ses quelques apparitions comme protagoniste, Wilfred Owen est énormément présent par « ses écrits » et cela surtout dans la trilogie initiale. Dans Manière Noire, chaque chapitre est précédé d’un ou plusieurs vers qui explicitent son contenu ou appuient sur un fait à venir dans celui-ci. Par exemple, au chapitre deux, considérons les vers d’accroche :
Then one sprang up, and stared
With piteous recognition in his eyes
Alors l’un d’eux bondit et me lança
Un regard fixe où se lisaient reconnaissance et pitié.
Dans ce chapitre, Dussert visionne une vidéo où apparaît un ancien braqueur et tueur de policiers, André Maghin, prétendument décédé des années plus tôt. L’inspecteur est fortement impressionné par le regard que lance l’homme à la caméra, comme s’il lui était destiné. Ainsi, le regard présent dans les vers en tête de chapitre préfigure le regard de Maghin, qui va marquer l’inspecteur et figurer le début de l’étrange complicité, la reconnaissance entre le chasseur et sa proie:
Dans le regard de cet homme, il y avait eu de la terreur mais aussi, en même temps, le premier signe d’une reconnaissance, comme si lui était apparue soudain, en pleine lumière, l’évidence d’une réalité incontournable et tragique.
Pourtant, je me trompais sans doute. Car c’était moi qu’il avait regardé ainsi, par-delà le temps et la distance. Moi et moi seul.
Les occurrences de vers d’Owen dans le premier roman de Hanotte sont également très présentes à divers moments lorsqu’une situation incite Dussert à les évoquer. La première occurrence de ce genre est d’ailleurs celle du vers problématique à traduire. Roulant vers Bruxelles dans l’obscurité tombante, Dussert se rappelle le vers « And each slow dusk, a drawing-down of blinds ». Ensuite, c’est lorsqu’il observe la crypte Place des Martyrs, envahie de touristes asiatiques, et qu’il remarque un jeune garçon mangeant des frites adossé à un pilier, que lui reviennent ces lignes :
Out there we walked quite friendly up to Death
Sat down and ate beside him, cool and bland…
Là-bas, bons amis, nous sommes allés au-devant de la Mort, 
Nous sommes assis et avons cassé la croûte avec elle, à la bonne franquette…
Ces situations sont courantes dans ce premier roman, et ne se reproduiront plus dans le second, si ce n’est en ce qui concerne le vers du titre, au moment de la rupture avec Aline.
Dans De Secrètes Injustices, le titre même provient d’une traduction faite par Hanotte d’un vers d’Owen. Il se retrouve en exergue du roman:
So secretly, like wrongs hushed-up, they went.
They were not ours:
We never heard to which front these were sent
Ainsi, telles de secrètes injustices, ils s’en allèrent.
Ils n’étaient pas des nôtres :
Jamais nous n’avons su quel front les attendait.
Extrait de The Send-Off, les Adieux

### Nigel Parsons
Le poète fictif Nigel Parsons, de son nom de plume Nicholas Parry, remplace en quelque sorte Owen dans Derrière La Colline. Pour le titre d’abord : là où Owen fournissait celui de De secrètes injustices, Parsons fournit celui-ci. On apprend, en effet, qu’il a écrit Behind The Hill. On retrouve également ses vers en exergue de chaque partie du roman, et l’on est témoin de leur élaboration, étant donné qu’ici, l’auteur est personnage central du roman. Comme Dussert rattachait des vers d’Owen à des situations vécues, Parsons attache ses propres mots à ce qu’il vit, par exemple lors d’un bombardement :
When the very lights crackle in the sky
My heart remembers the bonfires you made
Alone in the brambles, whose flames burned so high…
Quand les éclairantes crépitent dans le ciel
Mon cœur se souvient des feux de joie que tu faisais
Seule dans les ronces, dont les flammes brûlaient si haut…
Ce qui se retrouve ici offre donc la possibilité de remonter au processus de création du vers, ce que l’on n’avait pas avec Owen. Le traducteur de ces lignes signalé en note de bas de page n’est autre que Dussert lui-même. L’inspecteur est donc présent dans le roman en tant que traducteur de Parry, et est impliqué dans l’affaire du changement d’identité de celui-ci au vu de l’appendice du livre. S’y trouvent en effet deux lettres, la première de Jacqueline Salter, datant de 1996, la seconde de Willem Pussemiers, chef de laboratoire à la police judiciaire de Bruxelles, personnage dont le lecteur a pu faire la connaissance dans les deux premiers volumes. À travers ces écrits, il est sous-entendu que Dussert a fait des recherches sur Nicholas Parry et a pressenti qu’il a survécu à la guerre sous le nom de William Salter. Derrière la colline peut donc bien être considéré comme la continuation des deux ouvrages précédents : le passage au premier plan des préoccupations personnelles de Dussert concernant le premier conflit mondial et la poésie de cette époque, s’opère, et relègue la dimension d’énigme, qu’elle soit policière ou non, au second plan.
Le réalisme va jusqu’à postuler des poèmes perdus dans le corpus édité de Nicholas Parry. Ainsi, Talk of angels, dont une note en bas de page renseigne la traduction, À propos d’anges, et le statut de poème perdu.
Le narrateur de Derrière la colline étant Nigel Parsons, le texte se veut conçu comme une traduction de l’anglais. Xavier Hanotte s’interdit donc d’utiliser certaines expressions françaises qui n’auraient pas d’équivalent dans cette langue. Il est aussi intéressant d’observer en quoi cela influence la typographie habituelle du texte, qui est bien dans la langue de Molière. Lorsqu’un personnage parle le français, comme Jacqueline Caubert par exemple, ses mots vont être transcrits en italiques, comme le seraient des expressions anglaises dans un texte français. Tous les dialogues entre Jacqueline et Nigel sont donc à l’origine en français.
Hanotte fait également état de phrases écrites en phonétique pour que les soldats anglais puissent plus facilement communiquer avec les Français : Lay zohm peuve dor-meer seur ler plongshay. La suivante est de Parsons. Malgré le tragique, elle prête à sourire : Say lah gayre ! Il existait en effet à l’époque des lexiques à l’usage des soldats expatriés, où des mots usuels étaient donnés dans une traduction phonétique, comme il est donné de voir à Ypres au musée In Flanders Fields. S’y trouve exposé le manuel What a British soldier wants to say in French and how to pronounce it, an English-French booklet for the use of the Expeditionary Forces, dans lequel par exemple le mot “petit” se trouve traduit phonétiquement en “pet-tee”, ou “latrine” en “lat-reen”.

## La Grande Guerre
L'œuvre de Xavier Hanotte et la figure de Wilfred Owen ne peuvent être abordés sans s’intéresser de près au premier grand conflit du XXe siècle. D’abord liée au poète dans les premiers romans, la Première Guerre mondiale est ensuite envisagée pour elle-même et traitée sous d’autres aspects qui ont touché l’écrivain. Ses personnages évoluent sur des champs de bataille aujourd’hui célèbres, faisant l’expérience du feu. Nigel connaît les assauts meurtriers de la Somme, Pierre Lambert évolue à proximité de la ville martyre d’Ypres… Ces péripéties sont aussi l’occasion pour Xavier Hanotte de s’intéresser à l’engagement et à la commémoration, très importante et marquante à ses yeux. Lorsque la Première Guerre mondiale sert de cadre aux récits d’Hanotte, il est question de divers épisodes du conflit, tantôt tristement célèbres ou plus discrets pour la postérité, mais toujours fondés sur des faits authentiques. Cette toile de fond historique conjuguée à certains détails concernant la vie quotidienne des soldats crée un univers prenant pour le lecteur qui s’intéresse à cette époque et où viennent se greffer des aventures fictionnelles qui ne s’en trouvent que plus consistantes.

### La Somme de Nigel
La bataille de la Somme a débuté le 1er juillet 1916 par une offensive destinée à rompre le front allemand en Picardie pour se saisir des nœuds de communications ennemis, ainsi qu’à repousser l’armée du Kaiser jusqu'à Arras. Mais ce qui s’est passé « s’apparente beaucoup moins à une bataille au sens traditionnel du terme qu’à un assaut conduit en plusieurs vagues et livré contre un camp retranché ». Au terme de cette première journée, les pertes britanniques sur l’ensemble du front de la Somme sont catastrophiques : un cinquième des effectifs a perdu la vie. Suivent des vagues d’assauts successifs destinés à grignoter les positions ennemies. La deuxième position allemande est prise le 14 juillet. Les assauts menés par la suite sont l’occasion de l’entrée en scène des premiers chars de la Grande Guerre. La deuxième bataille de la Somme a débuté. Les lignes allemandes tombent les unes après les autres jusque novembre, quand les intempéries automnales forcent le commandement allié à mettre fin aux opérations.
C’est dans cette dernière période qu’a lieu l’attaque de Thiepval, dont il est question dans Derrière la colline. On suit, durant tout le livre, le soldat Nigel Parsons et ses amis, ce qui permet à l’auteur d’aborder des thèmes récurrents de la littérature de cette époque (les bombardements, la mort, la peur, la boue…) avec la richesse de la vision d’un soldat étranger au sol qu’il foule. On peut donc retrouver dans l’histoire des traits propres à l’histoire anglaise, telles les circonstances de l’engagement des soldats et le chemin qu’ils suivent avant d’arriver au front. On observe également leurs contacts avec la population locale, comme le fermier Caubert qui vit sur l’argent que lui donnent les troupes pour avoir un abri où se loger et de quoi se nourrir. Lieu important du roman, le monument de Thiepval  porte aujourd’hui le souvenir de ces événements. Hanotte lui consacre un poème dans Poussières d’histoires et bribes de voyage, Thiepval Memorial.
Dans une nouvelle de L’Architecte du désastre, La finale du capitaine Thorpe, il est question du début des événements, à savoir l’attaque de Montauban le 1er juillet 1916. L’originalité de la charge qui se prépare est dans la manière de lancer l’assaut : les hommes doivent marquer des buts, à savoir envoyer des ballons de football dans les tranchées ennemies. Le capitaine Nevill, jeune commandant de compagnie, équipe chacune de ses quatre compagnies d’un ballon. Avançant la balle au pied vers la localité aux mains des Allemands, la première section à envoyer son ballon dans la tranchée ennemie gagnerait une livre. Malgré les lourdes pertes subies lors de l’assaut, les Anglais atteignent leur objectif. Mais ils doivent compter au nombre des victimes le courageux capitaine Nevill.
Le champ de bataille de la Somme reste très emblématique pour les Britanniques, comme « le plus grand désastre militaire du XXe siècle, et même le plus grand désastre de toute leur histoire militaire ». Avec ses pertes catastrophiques, la bataille de la Somme « marque la fin d’une époque à jamais disparue, celle de l’optimisme vivifiant de la société britannique ».

### Wilfred Owen ou les derniers jours
Lorsque Wilfred Owen trouve la mort près d’Ors en France, l’armée allemande est en déroute. Repoussée par les forces alliées, auxquelles se sont rajoutés les Américains, elle recule vers la frontière belge. De rudes combats engagés sur les rivières et les canaux de la région de la Sambre font encore de nombreuses victimes, dont le poète, au point que l’on craint que la guerre s’enlise. Mais l’Allemagne, qui est le seul belligérant encore en lice du côté ennemi, se désorganise : des mutineries éclatent, le Kaiser a quitté Berlin pour Spa où il espère pouvoir compter sur le soutien de l’armée, mais est contraint d’abdiquer. L’Allemagne devient une république en date du 9 novembre. Deux jours plus tard, l’armistice est signé entre les représentants français et allemands à Rethondes, en forêt de Compiègne.
Ces événements sont abordés par Hanotte uniquement à travers Owen. Dans Manière noire, lorsque Dussert traduit un passage de sa correspondance, ou lors du rêve de l’inspecteur au chapitre douze. Le songe commence juste avant la dernière charge du poète et prend fin pendant son déroulement. À la toute fin du roman, un parallèle s’établit entre la guerre et une situation périlleuse, lorsque Dussert part appréhender Maghin et reçoit des coups de feu. Il entend alors une voix intérieure lui ordonnant « 105, down ! », « 105, à terre ! », comme il l’avait entendu dans son rêve au moment de l’assaut. Dans le second ouvrage de la trilogie, Owen vient également apporter quelques fragments de boue des tranchées toujours coincés dans ses semelles lorsqu’il rend visite à  l’inspecteur Dussert .

### Ypres, hier et aujourd'hui
Début octobre 1914, les forces en présence livrent une véritable course à la mer. Les Alliés tentent d’empêcher les Allemands d’accéder à la Manche. Rescapées du siège d'Anvers, les troupes belges se retranchent sur l’Yser, où elles sont rejointes par le British Expeditionary Force. Des troupes françaises sont aussi présentes et tiennent avec les Britanniques les collines qui entourent la ville d’Ypres. Mais elles sont reprises par les Allemands qui attaquent la ville le 21 octobre 1914. La première bataille d’Ypres commence. Elle dure jusqu’au 22 novembre, quand l’approche de l’hiver et l’épuisement met fin à ce premier épisode et marque le début de la guerre des tranchées dans la région. Entretemps, les Allemands n’auront cessé de bombarder la ville pour empêcher les Anglais de s’y réfugier. Les deux camps dont les tranchées sont relativement proches s’accordent tacitement des trêves, dont la plus célèbre est la trêve de Noël 1914. Mais le conflit se poursuit et les belligérants redeviennent offensifs. Le 22 avril 1915, vers 17h, la première attaque aux gaz est lancée par les Allemands près de Steenstrate, théâtre de la mission de Metzger dans « L’Architecte du désastre ». L’un des protagonistes de Un casque sur le trottoir a lui été victime directement de ces attaques. Dans cette nouvelle, Harry, un Anglais en poste à Haïfa en Palestine, a toujours les séquelles d’une inhalation de gaz subie devant Ypres en 1918. Lorsqu’à la fin du récit, des malfaiteurs lancent des bombes lacrymogènes pendant une embuscade, il décède d’une crise cardiaque, probablement effrayé par la vue des fumées s’échappant des projectiles. Durant cette seconde bataille d’Ypres, qui dure jusque fin mai, alors que les troupes sont à court d’hommes et de munitions, la ville reste aux mains des Britanniques, mais elle est en ruines.
En 1917, les Anglais ont pour but de percer le saillant d’Ypres, nom donné au tracé formé par les tranchées, pour attaquer les bases navales allemandes d’Ostende et Zeebrugge. Le 7 juin, ils déclenchent les hostilités en faisant exploser, à l’aide de mines souterraines, les lignes allemandes à Messine. Au lieu de profiter de cette percée, ils s’en tiennent au plan initial qui était d’attaquer uniquement en juillet. Le 16 de ce mois, ils commencent à bombarder les positions ennemies autour d’Ypres, qui tiennent bon. Le 31 juillet, l’infanterie sort des tranchées et attaque. C’est le début de la troisième bataille d’Ypres ou bataille de Passchendaele. Elle se révèle être un véritable désastre : dans des conditions particulièrement mauvaises dues à l’humidité exceptionnelle de l’été 1917, les troupes s’enlisent et ne parviennent au bout d’incessantes tentatives qu’à gagner dix kilomètres sur leur objectif final. Le 10 novembre, alors que le froid mettait fin aux hostilités, les Britanniques avaient perdu 250 000 hommes. Au printemps 1918, le peu de terrain qui avait été gagné est repris en quelques jours.
« I died in hell. They called it Passchendaele ». Cette phrase du poète anglais Siegfried Sassoon reproduite dans le musée In Flanders Field d’Ypres résume à elle seule l’horreur des événements vécus par l’armée anglaise dans la région. La ville et ses environs sont devenus un lieu majeur de mémoire pour les Britanniques. Churchill lui-même a déclaré qu’il n’existait pas de lieu plus sacré pour la race anglaise dans le monde. Un tiers de toutes les victimes anglaises de la Première Guerre mondiale a en effet trouvé la mort sur le front d’Ypres. Comme témoignage de ces pertes, les cimetières entretenus par la Commonwealth War Graves Commission  mais aussi la porte de Menin, immense monument accueillant les noms des soldats portés disparus.
Dans De secrètes injustices, les parties inter chapitres en italiques représentent un travail de mémoire de Dussert : il se rend régulièrement au cimetière des Remparts d’Ypres  pour y noter des noms et consulter le registre. Il tente ensuite de donner une vie à ces morts en racontant brièvement leur existence dans les tranchées. Ces noms n’ont certainement pas été choisis au hasard : en effet, ils permettent d’étaler un panel très divers de personnalités, dont certaines sont étroitement liées avec la situation de l’Angleterre précisément. Le premier, Edward, « comme sept rois d’Angleterre », Angel, est un Maori et vient d’Australie, une colonie britannique. Hanotte aborde par là le sujet des soldats « importés » dans le conflit. Ensuite vient un militaire de carrière écossais, un réserviste de la cavalerie persuadé que la guerre durera au plus quelques mois, puis un infirmier australien, qui a rencontré le jeune Maori. Ensuite un jardinier de métier, qui se plait à imaginer quelles fleurs il planterait dans un cimetière de guerre, suivi d’un officier et enfin d’un soldat au nom inconnu, « a soldier of the great war known unto god », celui-là même qui avait été secouru par le brancardier australien. Il ne parvient pas à se rappeler comment il s’appelle et tente de le retrouver en lisant la mer de noms qui s’étale sur le mémorial de la porte de Menin.
Les visites de Dussert au cimetière des Remparts sont le prétexte à une nouvelle récente de notre auteur, Comment j’ai rencontré Xavier Hanotte. Narrée et signée par Barthélemy Dussert, elle présente sa rencontre avec l’écrivain au hasard de l’un de ses passages dans ce lieu peu fréquenté. Entre les deux hommes, une complicité se fait jour, et l’inspecteur dévoile son projet à Hanotte :
- En plus de la traduction, j'ai un autre projet. Un peu fou...
- Les seuls projets qui vaillent la peine.
- Sans doute. Mais en deux mots, à partir des pierres tombales et des données qui figurent dans le registre, j'essaie de réinventer un morceau de vie à tous ces gens. Par la fiction. Quelques pages pour chacun d'entre eux. Ils sont 193... »
Il eut l'air de soupeser mes paroles, plissa les yeux.
« L'idée est belle. Et les cimetières britanniques ressemblent à des livres. Toutes ces stèles blanches...
- Oui, approuvai-je. Il y a de ça. De quoi tenter l'écriture.
- Précisément.
- Précisément ? m'étonnai-je.
- Mon projet... Vous avez mis le doigt dessus.
- Écrire sur les cimetières ?
- Britanniques, oui. Un petit essai. Pour comprendre ma propre fascination. Qui n'a rien de morbide, bien au contraire - je ne dois pas vous en convaincre. Mais pour ce projet précis, je n'ai toujours pas trouvé d'éditeur. En fin de compte, je me servirai peut-être de tout cela dans un roman. Sous ce rapport, votre démarche m'intrigue. Elle a quelque chose de très... romanesque. »
La dernière réplique de l’extrait, attribuée à Xavier Hanotte, nous renvoie à son propre travail d’écrivain. Cette rencontre imaginaire est présentée comme ayant pu avoir lieu avant la rédaction de De secrètes injustices, voire Manière noire, et en avoir été dans une certaine mesure l’inspiratrice.
La porte de Menin  est indubitablement le second lieu de la ville d’Ypres ayant fortement marqué l’auteur. Il lui consacre un poème dans son recueil Poussière d’histoires et bribes de voyages, intitulé simplement Porte de Menin. Le paragraphe introductif présente ce lieu comme « l’entrée d’un sas », image qu’Hanotte emploiera souvent lorsqu’il parle des lieux de mémoire :
La porte de Menin, c’est l’entrée d’un sas. On ne sait jamais quel temps est à l’autre bout. La porte de Menin, c’est aussi un gigantesque répertoire où manquent les téléphones – quelques matricules tentent bien, en vain, de donner le change. La porte de Menin, c’est encore une tour de Babel qui dure parce qu’on a vu moins grand. Et parce que messieurs Jones, Desrosiers, Singh, MacLean et O’Brien n’ont pas attendu la mort pour se comprendre – et parfois se détester. La porte de Menin, enfin, c’est un lieu étrange où la mémoire gueule plus fort que le monde, l’espace de cent vingt secondes, sur un air de trompette.
Il s’agit de la sonnerie aux morts, le Last Post, joué tous les soirs à 20h, sous l’arche brièvement coupée à la circulation, par les pompiers de la ville. L’écrivain met aussi l’accent sur la disparité des soldats anglais tombés en Flandre, en citant consécutivement un patronyme qu’on devine anglais, puis canadien, indien, écossais et finalement irlandais.

### Mons, histoire et légende
Au début du conflit, l’invasion de la Belgique depuis la région d’Aix-la-Chapelle se fait méthodiquement. Deux armées allemandes assiègent les forts de Liège dès le 4 août 1914. Retenus plusieurs jours par l'armée belge de campagne, les Allemands prennent Bruxelles le 20 et divisent ensuite leurs forces. L'une va assiéger la place forte d'Anvers (ce qui va durer un mois), l'autre prend la direction de la Sambre, où elle va se heurter à Mons aux hommes de la British Expeditionary Force constituée d’une division de cavalerie et de quatre divisions d’infanterie. Les Britanniques sont des soldats de métiers, dont la plupart ont déjà fait la guerre des Boers. Ils ont donc conscience des réalités de la situation et de la nécessité de creuser des tranchées pour se protéger des tirs de fusils à répétition. Aidés par la nature du terrain, ils parviennent à tenir en respect les Allemands jusqu’à la tombée de la nuit. Cette journée du 23 août aura coûté à l’Allemagne 5 000 hommes, contre 1 600 tués, blessés et disparus du côté anglais, au départ inférieur en nombre. Mais la défaite des Français sur la Sambre quelques jours plus tôt force la British Expeditionary Force à battre en retraite.
Dans Sur la place, seconde nouvelle de L’architecte du désastre, un vieux soldat, Eddie, se retrouve en 1914 dans une ville a priori inconnue. En observant les lieux, il identifie plusieurs éléments à ce qui lui est familier dans son pays. Il remarque l’église, qui « évoquait vaguement le Guildhall ou les Inns of Court ». « Guildhall » est le nom britannique donné aux maisons communales, alors que les « Inns of Court », ou « auberges de la cour », sont des institutions londoniennes de formation pour préparer les futurs avocats au barreau. Un petit garçon de l’autre côté de la place évoque à Eddie un « après-midi de Sunday School », c'est-à-dire de catéchisme dans l’Église protestante. Il est également fait référence aux « King’s Regulations », ensemble de règles régissant l’armée anglaise, lorsqu’il est remarqué qu’un jeune lieutenant ne porte pas la moustache, et à l’académie de Sandhurst, prestigieux lieu de formation des officiers outre-Manche.
Le lieutenant révèle aux hommes qu’ils se trouvent à Mons, en Belgique. L’un d’eux s’étonne qu’on y parle le français :
Pourtant, poursuivit le sergent, les gens parlent français dans le coin. Je le sais bien : avant d’entrer à l’armée, j’étais garçon d’hôtel à Kensington et…
- Bien sûr sergent. Bien sûr, vous avez raison. Mais vous devez savoir qu’en Belgique c’est comme au pays de Galles : deux langues coexistent. Ici, c’est le français. Pour le flamand, nous verrons ça plus tard quand nous aurons torché ces maudits Jerries : ça se parle plus au nord. Enfin, je crois… »
Il se tourna vers Eddie.
« Vous devez connaître, Walton : si je ne m’abuse, c’est la langue des Boers. »
Nos divergences linguistiques sont donc comparées à une situation en Grande-Bretagne, celle du Pays de Galles, où le gallois était largement parlé dans la population. Le lieutenant interpelle ensuite Eddie Walton au sujet de la seconde guerre des Boers. L’âge du soldat laisse penser qu’il a pu la connaître : il s’agit de deux conflits de la fin du XIXe opposant les britanniques aux colons néerlandais en Afrique du Sud.
Les faits de Mons sont indirectement évoqués dans Derrière la colline par un certain Eddie. Au lecteur la liberté de l’identifier à Walton. Ils ont comme point commun d’être soldats de métier et d’avoir fait la guerre des Boers, mais ce fait est significatif du début de la Grande Guerre dans les rangs anglais, les engagés volontaires n’étant pas encore montés au front. Dans le roman, Eddie insiste d’ailleurs sur l’expérience que lui et ses camarades de la première heure avaient. Il insiste sur l’incroyable cadence de tirs qu’ils pouvaient tenir :
On marchait sur les douilles, et ça schlinguait la cordite à ne plus savoir respirer. Mais on avait beau remettre des clips dans nos chargeurs et les vider aussi sec, il en arrivait toujours, des Jerries. À la longue, on avait l’impression de descendre les mêmes, toujours les mêmes. Fallait les tuer deux fois. Paraît qu’ils ont cru qu’on avait des mitrailleuses…
Alors que les Britanniques battent en retraite, Eddie est blessé et tente de fuir. Se croyant condamné par les bombardements qui approchent, il se couche sur le dos et attend. L’épisode bascule alors dans le fantastique. Le ciel se déchire et une armée d’anges armés d’épées de feu en descend. Cette histoire est issue d’une légende qui courait à l’époque à propos des événements du 23 août 1914, lorsque les Allemands avaient pris l’avantage de la bataille de Mons. Les anges apparaissent devant Nigel Parsons à la fin du roman lorsqu’il quitte le Monstre.

## Le réalisme magique
Le réalisme magique est souvent présent dans les écrits de notre auteur, non seulement dans la structure du roman Les lieux communs, mais également à diverses occasions pouvant se regrouper par types, selon qu’il se manifestent à travers des songes ou dans certains lieux. L’analyse des occurrences permet d’interpréter l’usage du réalisme magique chez Hanotte.

### Les lieux communs
Un poème de Poussières d’histoires et bribes de voyages exprime toute la dualité qui fait le roman Les lieux communs, Bellewaerde Park :
De grands enfants kaki
Prennent les toboggans
Et ce n’est qu’un grand cri
De joie qui se répand.
Allons tirer aux pipes
Dans les baraques foraines
Et cirer la moustache
Du grand lion de bois.
Sur un vieil air de fifre
Lançons les carrousels
Et mangeons les beignets
Chauds à la baïonnette.
Même les vieux sergents
Roulent en patinette
Et notre lieutenant
Aboie la tombola.
Les capotes accrochent
Les barres des tourniquets.
Ne nous pressons pas trop,
Les places sont gratuites.
Sur un coup de sifflet
Nous formerons les rangs
Puis derrière la chaussée
Nous irons nous coucher
Sur les pelouses vertes
Où ne manque vraiment
Qu’un beau ballon de cuir.
(Pour matches sous la lune.)
Bellewaerde, il y a bien longtemps témoin des atrocités de la guerre, et aujourd’hui parc d’attraction grand public. Dans le poème, présent et passé s’entremêlent comme dans le quatrième roman de Xavier Hanotte. Deux dimensions temporelles sont en effet en parallèle : l’une à travers un petit garçon, Serge, se rendant avec sa tante au parc d’attraction Bellewaerde de nos jours, l’autre à travers Pierre Lambert, soldat canadien faisant route vers la localité de Bellewaerde, au front, près d’Ypres, en 1915. Le réalisme magique est présent lorsque les deux dimensions se rejoignent : le jeune Serge livré à lui-même dans le parc croise à plusieurs reprises un vieux monsieur avec une pelle, qui dit chercher quelque chose. Mais le petit garçon semble être le seul à le voir. Sur le chemin du retour, son bus s’arrête sous la porte de Menin, à cause du Last Post. À cette occasion, la circulation est interrompue quelques minutes, comme le raconte le chauffeur. Un autre bus croise le leur, un bus à impériale vert, où se trouve le vieil homme. À la fin du roman, une coupure de journal : un touriste allemand a trouvé dans le parc d’attraction une vieille pelle de la guerre, et en grattant un peu, un cadavre : celui que Pierre Lambert avait promis de retrouver, un compagnon mort lorsqu’un obus a écrasé l’abri où il se trouvait.
On pourrait penser que le vieil homme est le soldat revenu sur les lieux des années plus tard, mais une aura de mystère flotte autour de lui. Il appelle le petit garçon par son prénom alors qu’il le rencontre pour la première fois, veut lui donner sa casquette mais dit qu’il ne peut le faire, comme s’ils appartenaient à deux mondes différents et ne pouvaient interagir concrètement. Le bus dans lequel Pierre Lambert repart a des phares bleus, comme ceux des bus pendant la guerre :
Sur la grand-route, depuis quelques minutes, grondent des moteurs, rôdent les lueurs bleues de phares occultés.
Et tout d’un coup, à l’entrée de la porte – je l’ai pas vu tout de suite à cause des phares bleus – arrive un drôle de bus.
Dans les deux extraits ci-dessus, le premier est du narrateur Pierre Lambert, et le second a pour voix le jeune Serge.

### Les rêves de l'inspecteur Dussert
La première occurrence de réalisme magique chez Hanotte se trouve dans son premier roman, Manière noire. Sans transition aucune, le chapitre douze commence en pleine guerre, le narrateur qui dit « je » nous est inconnu, alors que le récit était jusqu’ici pris en charge par Dussert à notre époque. Le nouveau plan de l’action est en France, sur le front près du canal de la Sambre. Le narrateur rencontre le caporal Wilfred Owen, qui lui a fait lire l’un de ses poèmes. Ils montent à l’assaut ensemble, à Ors, là où le lecteur a déjà appris précédemment qu’Owen s’était fait tuer en 1918. Et en effet, sa mort est contée.
Le retour à la réalité semble s’effectuer après l’explosion. Mais ce qui était un rêve de Dussert se poursuit encore, avant que celui-ci ne se réveille violemment en tombant de son lit. Le portrait d’Owen posé sur la table de chevet et que l’inspecteur a emmené dans sa chute trouble le caractère purement onirique de l’épisode :
Le lieutenant Owen me souriait toujours par-delà le temps. Il ne me regardait pas bien en face. Déjà saisi par les ténèbres de l’arrière-plan, son visage pris de trois quarts était celui d’un homme sur le point de partir. À croire qu’il venait de se retourner, comme pour prendre une dernière fois congé – ou m’inviter à le suivre.
Le passage est écrit comme étant dans la parfaite continuité de ce qui se passe dans le rêve : Owen vient tout juste de périr dans l’explosion, et invite du regard celui qui le suivait, le narrateur inconnu s’identifiant dès lors à l’inspecteur, encore suspendu entre le rêve et la réalité.
Dans De secrètes injustices, un « rêve » aussi troublant perturbe le narrateur. Owen en personne vient le voir chez lui, prend un verre et discute des traductions que l’inspecteur fait de ses poèmes. Mais ici, le statut de rêve de l’épisode n’est pas explicité. Dussert dort lorsqu’il entend la sonnette de la porte d’entrée, mais il se lève et enfile son peignoir avant d’aller ouvrir. Lorsqu’Owen repart, l’inspecteur retourne se coucher. En outre, l’uniforme du poète est couvert de déchirures, comme s’il s’agissait de lui directement après le bombardement qui lui coûta la vie.

### Les monuments aux morts
Dans De secrètes injustices, l’inspecteur Dussert se rend régulièrement au cimetière des Remparts à Ypres pour chercher des noms sur les tombes. À partir de ceux-ci et des informations qu’il trouve dans le registre, il écrit à propos de ces hommes, d’où ils viennent, ce qu’ils pouvaient penser, comment ils seraient morts… Ces textes sont intercalés entre les chapitres du récit, sous forme de chapitres en italiques dont l’en-tête est le grade et le nom du mort, ainsi que la lettre et le chiffre qui déterminent l’emplacement de la tombe. La dernière de ces parties s’intitule « A soldier of the great war known unto god », c'est-à-dire qu’il s’agit d’un soldat non identifié ou disparu. Alors que les autres parties tentaient de raconter le passé des décédés, ici c’est le présent de notre époque qui est conté. Le soldat sans nom essaie de retrouver ses souvenirs, de retrouver comment il s’appelle, car son nom se trouve sur la porte de Menin, au milieu de milliers d’autres. Avec son voisin lui aussi non identifié, ils vont chaque nuit à tour de rôle lire les noms du monument, pour retrouver les leurs.
Dans Derrière la colline, c’est le présent qui s’invite dans le passé. Après un assaut d’où il sort désorienté, le héros narrateur, Nigel Parsons, se retrouve sous un édifice où sont gravés des noms. C’est le monument de Thiepval, qui sera édifié après le conflit, à la mémoire des soldats tombés dans la région. Sous le monument se trouvent des compagnons de Nigel, dont William. Silencieux, ils entretiennent un feu. Personne ne parle, personne ne semble savoir que faire là, sinon attendre. En lisant les noms, Nigel remarque le sien et celui de William. Lorsqu’il part chercher du bois, il se retrouve à l’église du village, où il rencontre des anges. Mais il s’en détourne, s’enfuit vers le monument, baptisé le Monstre, et dans sa course, traverse un cimetière, est surpris par un bombardement… il reprend connaissance dans le trou d’obus où il s’était réfugié avec William avant que tout ne dérape. Son compagnon est mort.
Un casque sur le trottoir fait allusion à un autre monument en mémoire des victimes anglaises de 14-18, situé place Poelaert à Bruxelles. Le narrateur, Archie, soldat écossais n’ayant pas fait la première mais la Deuxième Guerre mondiale, y est représenté, ou du moins son sosie :
Sans doute, c'est bien moi, la tête penchée avec cet air de contempler le bout de mes chaussures comme si elles étaient mal cirées. Oui, c'est bien moi. Mais voilà, sous la longue capote, on voit juste les bandes molletières. Pas mon kilt. Me voilà donc Anglais pour l'éternité... Quelle horreur !
Dans cet extrait transparaît le nationalisme écossais, qui était affirmé plus haut lorsque le narrateur se plaint de la décision anglaise de modifier la bande dessinée originale d’Hergé dans laquelle est narré un épisode vécu du soldat lorsqu’il était en poste à Haïfa. Les Britanniques auraient justement voulu éviter toute allusion à leur mandat en Palestine, et le lieu des événements n’aurait plus été identifié dans la dernière version :
Durant quelques minutes, une sourde colère m'a remué les tripes. Supprimé à la demande des Anglais ! Ces lopettes ! Là, sur le moment, je me serais bien vu à Bannockburn, une hache à la main...
La bataille de Bannockburn, en 1314, est un épisode célèbre de la guerre d’indépendance menée par les Écossais.

### Les lieux chargés d'histoire
Dans L’architecte du désastre, dans le premier récit des Temps poreux, partie dont le titre nous fait déjà deviner la probable présence de réalisme magique, les dimensions temporelles vont fusionner tout à fait et donner naissance à un nouvel épisode des aventures de l’inspecteur Dussert, « Passé le pont ». Un indice est d’ailleurs présent faire pressentir au lecteur attentif la présence de réalisme magique : le récit est dédié par Xavier Hanotte à Hubert Lampo, dont il a traduit plusieurs ouvrages.
Dans ce roman court, Dussert et sa collègue Trientje planquent au niveau d’un pont, le « Verbrande Brug », sur base des indications d’un informateur qui a renseigné la visite, dans le café attenant, d’un trafiquant d’armes. Le nom de la place du village, « Korporaal Trésignies », fait référence à un épisode de la première guerre mondiale : un caporal belge, Léon Trésignies, a traversé à la nage pour actionner la manivelle du pont et le baisser de manière à faire passer ses camarades en fuite. L’homme est tombé sous le feu allemand. En quelques lignes, Hanotte raconte l’anecdote telle qu’elle a pu se dérouler, abandonnant le « je » pour une narration omnisciente. Le paragraphe où Dussert redevient narrateur commence par « Je m’éveillai en sursaut ». Une fois de plus, une échappée dans le passé peut être perçue par le lecteur comme un rêve du policier.
Les deux inspecteurs remarquent aux abords du pont un homme étrange en pardessus. Lorsque celui-ci rentre dans le café le plus proche, ils décident de le suivre. Mais à leur entrée dans l’établissement, ils se retrouvent seuls avec le patron. Intrigué, Barthélemy sort alors que la sonnerie du pont retentit annonçant une manœuvre destinée sans doute à permettre le passage d’un bateau. Alors que le tablier redescend, de l’autre côté du canal, un homme semble s’affairer derrière un muret. Lorsqu’il se relève, Dussert reconnaît l’homme au pardessus. Mais saisi d’un trouble, il ne traverse pas le pont pour le retrouver. Il interroge le cafetier qui lui parle d’un certain Léon, client régulier qui vient là la nuit, pour cause d’insomnies.
Les événements se précipitent ensuite : les inspecteurs aperçoivent leur suspect qui saute dans son véhicule et tente de leur échapper. Mais il se retrouve surpris par une brusque manœuvre du pont à nouveau annoncée par la sonnerie et  sans qu’aucun bateau ne passe. Dans la poursuite à pied qui s’ensuit, Barthélemy Dussert perd son arme et se retrouve à la merci du malfaiteur. Mais des coups de feu claquent, blessant celui-ci. Trientje a juste le temps de tirer pour l’empêcher de récupérer son pistolet. Les autres détonations ne venaient pas d’elle. L’expertise du laboratoire de police judiciaire date ces balles de 1914, d’une arme règlementaire de l’infanterie belge. Pour achever le tableau, notre héros apprend sur la sépulture du caporal Trésignies que son prénom était Léon. L’omniprésence de l’homme sur les lieux de son exploit passé avait déjà été pressentie dans un poème personnel de Xavier Hanotte, intitulé Verbrande Brug :
Le vent s’en fiche
Il se choisit
Un alcool fort
Pour les oublis.
Dehors pourtant
Plus seul encore
Léon manie
La manivelle.
Le pont descend
Tout doucement
Son carré d’ombre
Sur les eaux sombres
Une fois encore, les sentiments ressentis par Barthélemy Dussert sur le papier viennent directement du vécu de l’auteur lui-même. Un autre poème, Le capitaine João Bento, a pour conclusion la présence, des années après les faits, de l’esprit d’un soldat, là où aujourd’hui s’alignent les stèles blanches :
Depuis ce jour tu erres
Sous les cieux gris-vert
Même si tu n’en peux plus
Et cries leurs noms perdus
Ton éternel fardeau
Capitaine João Bento
Dans la seconde nouvelle des Temps poreux, « Près des fleuves de Babylone », une rencontre inattendue à la toute fin de l’épisode donne au récit réaliste une touche d’invraisemblance. Il est fait référence au passé grâce au narrateur, un soldat anglais en poste en Irak, qui emmène ses hommes dans un cimetière de la première guerre. Mais en le quittant, il croit apercevoir sur la route devant son char un couple, entièrement nu, la peau laiteuse. Un de ses hommes dit ensuite avoir écrasé un serpent. Il s’agit donc d’une quasi rencontre onirique avec Adam et Ève, en un lieu considéré comme celui où se situait le jardin d’Eden.

### La fusion des temps
Il apparaît à travers tous ces exemples que le réalisme magique chez Xavier Hanotte naît systématiquement d’une rencontre entre deux dimensions temporelles, toutes deux réelles, l’une d’elles étant enracinée historiquement : la guerre, mais celles-ci ne pourraient rationnellement pas se rencontrer. Ces interactions se passent, à moins qu’il ne s’agisse des songes de l’inspecteur Dussert, dans des lieux porteurs de mémoire, ou qui sont appelés à le devenir, comme c’est le cas dans Derrière la colline pour le « Monstre » de Thiepval.
Le grand trait commun, révélant l’un des principaux intérêts de l’auteur, est qu’il s’agit systématiquement, sauf dans Près des fleuves de Babylone, de références à la Première Guerre mondiale, conflit particulièrement marquant qui s’est construit en quelque sorte ses propres légendes. La bravoure du caporal Trésignies, le sort funeste d’un jeune poète talentueux tombé quelques jours avant la paix, les monceaux de cadavres enterrés dans la terre des Flandre, sous ce qui est aujourd’hui un parc d’attraction… Ce côté mythique de l’événement éloigné dans le temps renvoie aux idées d’Hubert Lampo, qui donnait toute son importance à l’inconscient collectif dans la notion de réalisme magique. Chez Hanotte, le but est moins de se reconstruire soi-même, que de rappeler, à travers ces évocations décalées et poétiques du passé, que celui-ci n’est jamais loin et qu’il existe à son encontre un devoir de mémoire incarné notamment dans les démarches de l’inspecteur Dussert.

## La «British touch»

### Œufs au bacon et Daarjeeling
Ours Toujours se démarque totalement du reste de la production hanottienne, du moins au premier abord. En effet, à tous ces romans fortement marqués par la guerre et faisant de nombreuses références à l’Angleterre à travers les protagonistes, s’oppose cette fable dont les héros sont trois ours civilisés, parqués dans une réserve naturelle, qui plus est française. Et pourtant, à y voir de plus près, nos ours bien léchés ne sont pas vierges de toute allusion à l’Angleterre. Surtout l’un d’eux, Adalbert, qui collectionne les traits que l’on prêterait facilement à un gentleman britannique. Stéréotypes, certes, mais bel et bien identifiables. Cet ursidé est le seul de la tanière à boire régulièrement du thé, et pas n’importe lequel, puisqu’il affectionne le darjeeling, du nom d’une ville indienne et donc ancienne colonie de l’Empire de sa très gracieuse Majesté. Le lecteur apprend aussi rapidement que son petit déjeuner est bien éloigné de celui d’un continental, se composant d’œufs frits et de bacon. Lorsqu’Adalbert traîne la patte dans sa tanière, ce n’est pas sans style : vêtu d’un peignoir de soie, il a toujours à la bouche un précieux fume-cigarettes en ivoire. L’animal est aussi pudique, rechignant à se découvrir un poil en public, ce qui est assez gênant pour un ours devant faire croire aux touristes que son passe-temps favori est de batifoler dans les hautes herbes et de gratter les troncs d’arbres à la recherche de miel. Ce qu’il aime, lui, c’est le jardinage. Et enfin, Adalbert est dit « soucieux des bonnes manières » autant qu’il paraît précieux dans son comportement.
Ce portrait est chargé de stéréotypes qui brossent les grands traits du caractère anglais tel qu’il est perçu chez nous. Il montre une certaine façon de se comporter, certaines habitudes alimentaires, et le tout avec humour. Cet humour qui, lui aussi, est indissociable de l’image que nous renvoie la culture anglaise.

### Humour à l'Anglaise
Le ton dont use Xavier Hanotte dans ses romans n’est jamais exempt d’humour, même dans les situations les plus dramatiques, comme en témoigne par exemple cet extrait de Poussières d’histoires et bribes de voyages à propos des soldats canadiens ayant combattu à Beaumont-Hamel :
(…) les volontaires sentaient le poisson. Pas étonnant, quand on traverse l’Atlantique à bord d’un thonier de St John’s. Autre production locale : le bois. Ils auraient donc pu sentir le sapin.
Cette capacité de mettre à distance la réalité quelle qu’elle soit par un trait d’esprit, de verser dans l’absurde même à partir du dramatique, fait songer à l’idée que l’on se fait généralement de l’humour anglais. L’origine du mot « humour » et son sens actuel sont d’ailleurs liés à l’histoire littéraire anglaise.

### Savoir-vivre
Le décalage et l’autodérision qui est propre à l’humour dit anglais s’expriment également chez Hanotte dans la manière dont il use sciemment des idées reçues sur les Britanniques et leurs habitudes. Ainsi, aucun roman n’est exempt d’une scène de dégustation de thé, plus ou moins poussée dans la préciosité. À la collation virile entre frères d’armes et sous les feux d’une mitrailleuse ennemie, dans Les lieux communs, succède une calme dégustation toute raffinée dans L’architecte du désastre. La dernière nouvelle consacrée aux temps enfuis est en effet marquée par son ambiance « british ». Le capitaine Thorpe s’est engagé avec son majordome, Hawtorne, et celui-ci vient toujours lui apporter son thé alors que l’heure de l’assaut approche :
Important, la tasse. Important aussi, la soucoupe. Les quarts en métal vous brûlaient les lèvres et gâtaient irrémédiablement le goût du darjeeling. Même ébréchée, la porcelaine présentait l’immense avantage de sauvegarder ce petit plaisir, cette minuscule oasis de domesticité qu’il faisait bon retrouver, fût-ce quelques secondes, à l’orée d’une journée comme celle-ci.
Madame Thorpe est d’ailleurs indisposée de l’absence de son majordome, qui faisait de délicieux muffins… mais avec ses amies, elle a maintenant de quoi s’occuper : ces dames tricotent gants et écharpes pour les soldats.
Tout l’épisode est en fait imprégné d’une vision stéréotypée du caractère anglais : un savoir vivre et une politesse omniprésente jusqu’à l’évocation de banalités malgré l’imminence d’événements gravissimes, et un flegme à toute épreuve. Les images connotées ne manquent pas en ce qui concerne le héros : il boit son thé servi par un domestique qui l’a suivi au front, il dénonce ensuite la mauvaise éducation des Allemands lorsqu’un peu de poussière provoquée par une explosion tombe dans sa tasse, ou reste indifféremment sous les éclats qui se perdent pour se comporter de la manière que son grade d’officier lui impose.
Le physique lui-même des personnages est typé, mais les descriptions concernant les protagonistes étant peu nombreuses, c’est dans le détail qu’il faut chercher le clin d’œil. Une moustache parfaitement entretenue fait l’officier, et ce d’abord chez Wilfred Owen :
Pas un poil ne dépassait de la moustache finement taillée. Impeccable, comme toujours. Parfois, les autres officiers s’étonnaient que le fils d’un chef de gare pût afficher une telle élégance de dandy. Et en effet, il n’y manquait rien, pas même l’ironie glacée du sourire.
À cet exemple de préciosité masculine succède la simplicité d’une femme, en la personne de Dorothy Maceachran, amour déçu du héros du roman court « L’architecte du désastre ». La jeune femme n’est pas particulièrement jolie, et fait preuve d’étourderie, due à sa timidité. Néanmoins, sa réserve et son bon sens lorsque Metzger la taquine sont preuves d’un flegme tout à son honneur. Le détail ici invoqué est le goût des lèvres de Dottie, « un goût de gingembre, de sucre et de sel mêlé. Celui des biscuits écossais. » Détail à ce point marquant pour l’auteur qu’il a donné son nom à la réédition du récit, révélant toute l’importance de l’épisode de Coventry. Celui-ci ne totalise en effet que peu de pages par rapport au reste de la narration, décrivant la mission de Metzger et son dénouement.
« L’architecte du désastre », histoire d’un bâtisseur pris malgré lui comme alibis d’une destruction, devient le roman d’une rencontre éphémère dans un pays pluvieux, rencontre qui hante toujours le héros. Ce glissement est perceptible par l’ajout dans Un goût de biscuit au gingembre de l’épilogue mettant en scène le supposé frère de la jeune écossaise.

### Main verte
Autre image que l’on peut avoir de l’Angleterre, celle des pelouses rigoureusement entretenues, des plates-bandes de fleurs magnifiquement agencées et des bois d’apparence sauvage laissant deviner la présence d’un vieil édifice gothique. Au XVIIIe siècle, le royaume se prend d’un véritable engouement pour le paysagisme, qui va déboucher sur la création du jardin à l’anglaise. Celui-ci s’oppose au jardin classique français et à son souci de géométrie. Il ambitionne de recréer la nature de manière sauvage, ce qui pourrait être vu comme une réaction à l’industrialisation. Les ambiances particulières de ces espaces ont beaucoup inspiré les artistes, peintres, écrivains et poètes. Quoi d’étonnant dès lors que ce soit à Holland Park, en composant des vers fleuris, que Nigel Parsons rencontre le jardinier William Salter :
In Holland Park the garden flows
With white gardenias in a row.
We are the groundskeepers…

Cette amitié va permettre au poète d’acquérir la main verte. Sa carrière de jardinier commence bien avant son échange d’identité avec Salter. Dès son engagement, il se fait passer pour pratiquant une telle profession, de sorte à demeurer simple soldat et non officier comme son métier de professeur le lui aurait permis. Ensuite, c’est dans un cimetière en France, alors qu’ils séjournent à la ferme des Caubert, que Parsons reçoit son premier cours de jardinage de son camarade. Traçant des sillons à la pointe de sa baïonnette, il plante quelques fleurs dans ce lieu austère où déjà des soldats de leur bataillon reposent. Après la guerre, c’est bien dans des cimetières que Parsons/Salter exerce son art, pour le compte de la Commission impériale des tombes de guerre, la Commonwealth War Graves Commission.
Les pierres blanches des cimetières de guerre britanniques deviennent pages blanches, et inspiration pour le romancier, grâce à la richesse de leurs inscriptions et à l’atmosphère propice qui règne autour d’elles. Dans cette optique, le travail de jardinage, occupation commune à plusieurs autres personnages, est la plupart du temps associé dans les livres de Hanotte aux lieux de mémoire de l’armée anglaise.
Dans De secrètes injustices, l’un des soldats dont l’histoire occupe les parties inter chapitres, Gordon, est imaginé par Dussert comme un jardinier de métier creusant des tranchées, mais imaginant ce qu’il planterait après la guerre dans les cimetières. Au-delà d’un simple travail d’entretien des parterres et autres pelouses, les jardiniers hanottiens veillent sur le repos des morts et entretiennent leur mémoire, en s’assurant que jamais leurs lieux d’ancrage ne soient laissés à l’abandon.
De manière plus anecdotique, Pierre Lambert, l’un des narrateurs de Les lieux communs, était architecte et paysagiste. Quant à l’un des ours philosophe d’Ours toujours, Adalbert, qui est sans conteste le plus anglais des trois, promène sa nostalgie dans un carré de simples qu’il entretient à l’extérieur de sa tanière.

### De Gosford Park à Gosford Street
Les références culturelles faites à l’Angleterre par Hanotte dans ses textes ne se limitent pas à Owen. Principalement dans la trilogie initiale, il cite à plusieurs reprises de célèbres auteurs anglophones et leurs écrits, au hasard des circonstances de la narration ou des états d’âme des protagonistes. Il aborde également l’art pictural à travers William Turner qui contribue à titrer le premier roman. Le cinéma est lui aussi discrètement mis à contribution dans le roman court « L’architecte du désastre », qui cache derrière son personnage fétiche une actrice écossaise connue, plus précisément dans le rôle qui est le sien dans le film Gosford Park de Robert Altman.
Lorsqu’il arrive à Coventry, un crachin désagréable incite Metzger à rejoindre directement son hôtel, le King’s Head. Il est accueilli par une jeune femme quelque peu maladroite. Cette rencontre sous la pluie présente de frappantes similitudes avec la première scène du film de Robert Altman, Gosford Park. Cette production américaine de 2002 a pour but de nous montrer la riche société anglaise des années trente à travers le regard de ses domestiques. L’intrigue a pour cadre un somptueux manoir où une brillante compagnie est réunie pour une partie de chasse, troublée par l’assassinat du maître de maison. Le rôle qui nous intéresse ici est celui d’une jeune domestique, Mary Maceachran, tenu par l’actrice écossaise Kelly Mac Donald. Tout, de sa gaucherie à son accent en passant par son physique, semble prouver que Xavier Hanotte s’est directement inspiré de ce personnage pour construire celui de Dottie Maceachran, avec qui Metzger entretient une relation platonique pendant son séjour à Coventry.
La première scène du film nous montre Mary Maceachran montant en voiture à la suite de sa maîtresse, sous une pluie battante, en présence d’un majordome assez directif. Celui-ci rappelle l’employé de l’hôtel qui réprimande gentiment Dottie pour avoir oublié d’amener un parapluie. L’ensemble du film montre une jeune femme gauche mais soigneuse, préoccupée par sa tâche, discrète mais fine mouche. Elle seule parviendra à résoudre l’énigme du meurtre. Ce caractère se retrouve sous la plume de Xavier Hanotte : « […] c’était une fille comme cela : indépendante, obstinée, souvent distraite mais toujours prête à faire ce qu’il fallait faire ». Clin d’œil pour mettre le lecteur sur la voie ? Dottie habite Gosford Street.

## De secrètes injustices
So secretly like wrongs hushed-up, they went.

They are not ours:

We never heard to which front these were sent.
Wilfred Owen, The Send-Off
[Ainsi, telles de secrètes injustices, ils s'en allèrent.

Ils n'étaient pas des nôtres:

Jamais nous n'avons su quel front les attendait.]
Son livre De secrètes injustices (titre inspiré d'un poème d'Owen), a ceci d'exceptionnel qu'il fouille le passé de son pays jusqu'à faire de la bataille de la Lys (23-28 mai 1940), la clef d'une énigme policière qui se dénoue à la fin du XXe siècle, impliquant en quelque sorte les soldats wallons de plusieurs régiments des chasseurs ardennais de mai 1940 et la reddition sans combattre de la 4e Division flamande, en même temps que le massacre de dizaines de civils innocents dans le village flamand de Vinkt selon des processus qui font directement penser au même mécanisme que celui des massacres décrits dans les atrocités allemandes en août 1914 (la fausse croyance sincère dans l'existence de francs-tireurs).

### Une scène sur la tragédie wallo-flamande
La 4e Division fut relevée ce 25 mai par la 1re Division des chasseurs ardennais, une troupe d'élite qui infligea à l'agresseur allemand des pertes considérables, notamment dans le village de Vinkt. Les Allemands décimés de ce régiment (la moitié de pertes en blessés et tués), crut comme en 1914 que des francs-tireurs avaient tiré dans leur dos. Du coup ce village flamand (défendu par des troupes wallonnes), se vit accuser par les Allemands de contenir des francs-tireurs et 80 hommes, femmes et enfants furent passés par les armes. Le livre de Xavier Hanotte, intitulé De secrètes injustices met en scène de manière assez extraordinaire un de ces soldats capturés comme prisonniers de guerre selon les Conventions de Genève (plus tard, les soldats wallons demeurèrent prisonniers en Allemagne, alors que la grande majorité des flamands étaient libérés). Le  soldat wallon est emmené par des soldats allemands sur les lieux mêmes de l'exécution (crime de guerre) des civils flamands (innocents bien sûr). L'un des Flamands lui crie alors quelque chose en flamand que ce soldat wallon ne comprend pas, quelques instants avant que les balles allemandes  ne fauchent le villageois, une réflexion désespérée, au bord de la mort, qui n'est pas nécessairement un reproche, mais dont on ne saura jamais la teneur. Cette scène au cœur d'un très bon roman de cet écrivain wallon selon la revue Toudi synthétise la question nationale en Belgique en un fulgurant instantané: il s'agit d'une tragédie au cœur de l'Europe.

### Autres thèmes
Le livre embrasse aussi la problématique du négationnisme, la description de policiers « humains », le contact simple à Bruxelles entre Flamands et Wallons ou francophones, l'amour humain, le rapport entre hommes et femmes aujourd'hui qui réalise, sur le plan professionnel, une égalité de fait. Il s'écrit également dans la mémoire anglaise des boucheries de 1914-1918 (in  Flanders' field), évoque le fameux Last Post de la Porte de Menin à Ypres, passionne de bout en bout comme un vrai roman policier écrit avec beaucoup d'humour.

## Œuvres

### Publications

#### Traductions par Xavier Hanotte
- Wilfred Owen, Et chaque lent crépuscule..., poèmes et correspondance, traduction de Xavier Hanotte, Bordeaux, Le Castor astral, 2001; éd. revue et complétée, 2012.

#### Œuvres de Xavier Hanotte (roman, nouvelles, poésie, théâtre)
- Manière noire, roman, Paris, Belfond, 1995, prix Gironde-Nouvelles-Ecritures 1996.
- De secrètes injustices, roman, Paris, Belfond, 1998. Prix Michel-Lebrun.
- Derrière la colline, roman, Paris, Belfond, 2000.
- Les Lieux communs, roman, Paris, Belfond, 2002, prix Charles Plisnier
- Poussières d'histoire et bribes de voyage, 1984-2003. Poèmes sans dates et considérations datées, Bordeaux, Le Castor Astral 2003.
- Un casque sur le trottoir, nouvelle, dans Collectif, Drôles de plumes. 11 nouvelles de Tintin au pays du roi des Belges, préface d’Erik Orsenna, s.l. [Bruxelles], Éditions Moulinsart, 2003, p. 121-136.
- Ours toujours, roman, Paris, Belfond, 2005.
- L'Architecte du désastre, nouvelles, Paris, Belfond, 2005.
- Un goût de biscuit au gingembre, roman bref, illustrations de Claude Renard, s.l. [Tournai], Estuaire 2006, coll. « Carnets littéraires »; [version illustrée et retouchée, augmentée d'un épilogue inédit, de L'Architecte du désastre, roman bref éponyme du recueil paru en 2005 chez Belfond].
- Le Couteau de Jenufa, roman, Paris, Belfond, 2008.
- Des feux fragiles dans la nuit qui vient, roman, Paris, Belfond, 2010.
- La Nuit d'Ors, fantaisie dramatique, Le Castor Astral, 2012.
- Soit dit entre nous... je suis un ours, illustré par Muriel Logist, Le Castor Astral 2012, coll. « Escales des lettres » dirigée par Francis Dannemark), 94 pp.
- 1914-1918. Les anges de Mons, Fondation Mons 2015, Mons, octobre 2013
Scénario : Xavier Hanotte - Dessin : Claude Renard - Couleurs : Romain Renard -  (ISBN 978-2-9601403-0-9),nouvelle graphique.
- Du vent, roman, Paris, Belfond, 2016  (ISBN 9782714458261)
- Un parfum de braise, roman, Neufchateau, Belgique, Weyrich Édition, 2023  (ISBN 978-2-87489-911-9).
- Le Feu des Lucioles, roman, Paris, Belfond, 2024  (ISBN 9782714403834)

#### Essais par Xavier Hanotte
- Création et traduction, dans Christian Libens (textes édités par, avec la coll. de Nathalie Ryelandt), Écrire et traduire, Bruxelles, Éditions Luc Pire/Parlement de la Communauté française de Belgique, 2000, p. 157-169.
- Guerre et poésie en littérature anglaise (1914-1945). Un bref panorama en traductions, Académie royale de langue et de littérature françaises de Belgique, 13 juin 2015, PDF (lire en ligne)communication présentée par Xavier Hanotte à la séance mensuelle

#### Entretiens, interviews et prises de parole de Xavier Hanotte
- « La littérature de 14-18 en Belgique : Entretien avec Didier Comès, Xavier Hanotte et Raoul Servais, réalisé par Pierre Schoentjes avec la collaboration de Griet Theeten », in Textyles. Revue des lettres belges de langue française, no 32-33, 2007, p. 177-195.
- Table ronde réunissant G. Bienne, D. Daeninckx, R. Grenier, J. Rouaud, X. Hanotte, J.-M. Turine, P. Schoentjes and C. Trévisan, dans Schoentjes Pierre (éd., avec la coll. de Greet Theeten), La Grande Guerre, un siècle de fictions romanesques. Actes du colloque 13-15 mars 2008, Université de Gand – In Flanders Fields Museum, Ypres, Genève, Droz, 2008 (Romanica Gandensia, XXXVI), p. 400-435.